# Tetrigona apicalis
Tetrigona apicalis är en biart som först beskrevs av Smith 1857.  Tetrigona apicalis ingår i släktet Tetrigona, och familjen långtungebin. Inga underarter finns listade.

## Utseende
Ett litet bi, med en kroppslängd och vinglängd som båda ligger omkring 4 mm. Utseendet är variabelt, och man känner till fyra olika former av arten. Färgen är ofta svartaktig med gulbruna fält (speciellt i ansiktet). Melanistiska (helsvarta) former är dock vanliga.

## Ekologi
Släktet Tetrigona tillhör de gaddlösa bina, ett tribus (Meliponini) av sociala bin som saknar fungerande gadd. De har dock kraftiga käkar, och kan bitas ordentligt. Boet skyddas aggressivt av arbetarna. Som vanligt i släktet blandas vaxet som boet är byggt av upp med kåda, och detta utgör ett ytterligare skydd mot angripare, i synnerhet myror, genom sin avskräckande effekt.
Tetrigona apicalis är en bland flera gaddlösa bin, som inte bara försvarar sina bon aggressivt, utan även de nektarkällor de har funnit. För icke-aggressiva arter räcker det vanligtvis med att hota besökarna för att de ska lämna blomman.

## Utbredning
Tetrigona apicalis är en sydöstasiatisk art som har påträffats i Brunei, Indonesien, Laos, Malaysia, Myanmar, Thailand och Vietnam.